# Nikos Galīs
Nikos Galīs (in greco Νίκος Γκάλης?), pseudonimo di Nikolaos Geōrgalīs (in greco Νικόλαος Γεωργαλής?; Union City, 23 luglio 1957), è un ex cestista greco con cittadinanza statunitense, membro della FIBA Hall of Fame e del Naismith Memorial Basketball Hall of Fame.
È uno dei più affermati cestisti della pallacanestro europea: con la nazionale greca ha conquistato l'oro agli Europei 1987 e l'argento nel 1989; con l'Aris Salonicco ha vinto 8 edizioni del campionato greco e 7 Coppe di Grecia, più una con la maglia del Panathinaikos.

## Caratteristiche tecniche
Galis giocava come guardia tiratrice, ed è ricordato per essere un realizzatore implacabile e costante. Le sue eccezionali medie realizzative erano dovute alla sua grande abilità di penetrazione sotto canestro e al suo eccellente gioco in post, con cui compensava la sua statura non eccezionale. Il suo tiro in salto dalla media distanza, che eseguiva impeccabilmente anche sotto pressione, era la sua arma principale e gli permetteva di realizzare molti canestri in ogni partita.
Oltre all'abilità sotto canestro era capace di giocare anche come playmaker, dimostrandosi un passatore e un creatore di gioco abile e decisivo nei momenti importanti.
Altro suo punto di forza era una resistenza fisica e mentale straordinaria, che gli permetteva di giocare ad altissimi livelli per l'intera partita o per tutta la durata della manifestazione. Ad esempio durante l'europeo 1987 (il punto più alto della sua carriera, in cui fu MVP e miglior realizzatore) giocò sette partite in nove giorni, venendo sostituito solo una volta negli ultimi minuti della seconda partita e senza mai calare di rendimento.

## Biografia
Nato a Union City, nel New Jersey, figlio di George Georgalis e Stella Georgalis, entrambi immigrati greci (originari di Rodi e Nisyros) di modeste condizioni economiche. Da piccolo iniziò a praticare il pugilato seguendo le orme del padre, che praticava tale disciplina in gioventù. Abbandonò la boxe in seguito alle preoccupazioni della madre, che un giorno lo vide tornare da un allenamento con la faccia tumefatta per i colpi ricevuti. Iniziò quindi a praticare la pallacanestro e si iscrisse alla Union Hill High School di Union City, dove ebbe il primo contatto con il basket scolastico americano.

## Carriera

### Esordi statunitensi
Dopo la scuola superiore si iscrisse alla Seton Hall University, militando nella squadra di pallacanestro. Nelle prime due stagioni venne usato costantemente come riserva, principalmente per via del fisico non al livello di quello degli altri giocatori. A partire dal terzo anno ebbe più spazio in squadra e le sue medie crebbero vistosamente arrivando ai 27,5 punti per partita nella sua stagione da senior, che gli permisero di essere il terzo miglior marcatore del torneo nazionale dietro Lawrence Butler e Larry Bird. Quell'anno vinse anche l'Haggerty Award come miglior giocatore dell'area di New York. Per via di questi risultati decise di tentare la carriera professionistica e si rese eleggibile per il draft NBA. Il coach Bill Raftery, che lo allenò a Seton Hall disse più volte che Galis era il miglior giocatore da lui allenato nella sua carriera.
Nel Draft 1979 fu scelto dai Boston Celtics al 4º giro come 68ª scelta assoluta. Si aggregò alla squadra ma, a causa di un infortunio rimediato nel pre-campionato estivo, la franchigia scelse di non ingaggiarlo preferendogli Gerald Henderson; rimasto quindi senza contratto Galis decise di andare a giocare in Grecia, terra dei suoi antenati. Red Auerbach, leggenda dei Boston Celtics e all'epoca dirigente della squadra, dichiarerà anni dopo che il mancato ingaggio di Galis fu il più grande errore della sua carriera.

### Grecia
Galis si trasferì all'Aris di Salonicco nel 1979. Anche Panathinaikos e Olympiakos si mostrarono interessate a ingaggiare la giovane guardia, ma i dirigenti dell'Aris dimostrarono il maggior interesse a tesserare colui che sarebbe diventato a breve il capitano e trascinatore della squadra, coadiuvato da Panagiōtīs Giannakīs e Slobodan Subotić.
Nel 1982, in occasione di un'amichevole tra la Grecia e i North Carolina Tar Heels, squadra NCAA dell'omonimo college, Galis affrontò il giovane Michael Jordan, mettendo a referto 24 punti.
Per tutta la sua carriera con la maglia dell'Aris mantenne una media stabilmente sopra i 30 punti per partita, vincendo per undici volte consecutive (1981-1991) il titolo di miglior realizzatore del campionato. Si aggiudicò otto volte il campionato (1983, 1985, 1986, 1987, 1988, 1989, 1990 e 1991), sei coppe di Grecia (1985, 1987, 1988, 1989, 1990 e 1992) e fu per otto volte il miglior marcatore dell'Eurolega, arrivando alla Final Four in tre occasioni (1988, 1989 e 1990) con il grande rammarico di non riuscire mai a superare la semifinale.
Nonostante la mancata vittoria nella massima competizione internazionale, l'Aris Salonicco e i suoi giocatori divennero incredibilmente popolari in tutta Europa per il loro stile di gioco estremamente efficace, determinato e combattivo. Oltre al fatto di essere partiti da una realtà sottosviluppata come quella della pallacanestro greca dei primi anni '80, considerata all'epoca "terzo mondo" della disciplina. In patria Galis divenne una sorta di eroe nazionale, i suoi risultati resero il basket popolare come non lo era mai stato, e le loro partite venivano trasmesse in televisione ottenevano indici di ascolto da record.
A metà degli anni '80 ricevette nuovamente delle proposte dall'NBA. Prima dai Celtics e poi dai New Jersey Nets ma decise di rifiutare perché l'approdo in NBA avrebbe comportato l'addio alla nazionale (fino al 1989 i professionisti dell'NBA non potevano giocare nei tornei FIBA), che per Galis contava più di qualunque altra cosa.
Nel 1992 entrò in polemica con la dirigenza dell'Aris e decise a malincuore di trasferirsi al Panathinaikos di Atene, dove giocò le ultime tre stagioni della carriera. Qui le sue medie scesero, principalmente a causa dell'età che avanzava e del fisico calante. Nelle prime due stagioni riuscì comunque a rimanere stabilmente sopra i 20 punti per partita. Nella stagione 1994-95 disputò solo una partita a causa dei tanti problemi fisici e decise di ritirarsi.

### Nazionale
Ha debuttato con la Grecia nel 1980, in occasione delle qualificazioni al torneo olimpico di Mosca 1980. Partecipò alla sua prima manifestazione importante in occasione degli europei dell'anno seguente, dopo essere stato il trascinatore della sua squadra nelle qualificazioni con una media di 28,1 punti. Nel torneo disputò tutte le otto partite della sua nazionale, l'esperienza tuttavia non fu positiva in quanto la debole formazione greca giunse al nono posto (su dodici partecipanti), Galis chiuse comunque il torneo con 20,5 punti per partita di media.
La Grecia si qualificò all'europeo 1983, ma anche stavolta l'andamento del torneo fu negativo, chiudendo al penultimo posto. Galis tuttavia vinse il titolo di miglior marcatore del torneo (33,6 punti di media) e venne inserito nel miglior quintetto del torneo.
Dopo aver fallito la qualificazione alle olimpiadi 1984 e agli europei 1985, Galis partecipò al suo primo campionato mondiale nel 1986, in questo torneo la squadra greca iniziò ad emergere, Galis fu il miglior marcatore del torneo con 33,7 punti di media. La sua fama internazionale crebbe ulteriormente l'anno seguente, quando si aggiudicò l'europeo grazie al successo in finale contro l'Unione Sovietica e in cui venne nominato MVP e fu nuovamente il miglior realizzatore con ben 37,0 punti per partita di media. Due anni dopo la Grecia dovette invece arrendersi in finale alla fortissima Jugoslavia di Dražen Petrović; nella semifinale Galis siglò 45 degli 81 punti della propria nazionale ancora contro i sovietici, in un testa a testa che vide il successo ellenico per 81-80. Nonostante la sconfitta in finale Galis fu nuovamente inserito nel miglior quintetto del torneo e vinse il suo terzo titolo di miglior marcatore (35,6 punti). Dopo aver saltato per infortunio il mondiale 1990, l'anno seguente partecipò al suo quinto campionato europeo, ultima competizione internazionale della sua carriera, chiudendo al quinto posto ma aggiudicandosi per la quarta volta il titolo di miglior realizzatore (record tuttora imbattuto) con 32,4 punti di media.
Complessivamente ha vestito la maglia della nazionale greca in 168 occasioni (nono posto in classifica) marcando 5 129 punti (secondo in classifica dietro Panagiōtīs Giannakīs con 5 301; va detto però che Giannakis ha giocato più del doppio delle partite di Galis: 168 contro 351), con una media di 30,5 punti per partita (primo posto in classifica). In occasione del Torneo Acropolis 1991 giocò anche una partita con la maglia di una improvvisata Nazionale dei Balcani in una partita contro il Resto d'Europa, realizzando 22 punti.
In tutta la carriera Galis ha sempre dimostrato un profondo amore per la maglia della nazionale. Basti pensare che negli anni ottanta ricevette due proposte per un contratto nella NBA (dai Boston Celtics e dai New Jersey Nets), ma Galis le rifiutò entrambe perché fino al 1989 ai professionisti NBA era proibito giocare in tornei FIBA, e quindi accettando di giocare negli USA avrebbe dovuto rinunciare alla nazionale.

## Statistiche

### Per stagione
| Stagione           | Competizione | Pres | Punti  | PPG  | Club           |
| 1979–80            | A1 Ethniki   | 22   | 692    | 31,4 | Aris Salonicco |
| 1980–81            | A1 Ethniki   | 26   | 1 143  | 44,0 | Aris Salonicco |
| 1981–82            | A1 Ethniki   | 22   | 828    | 37,6 | Aris Salonicco |
| 1982–83            | A1 Ethniki   | 24   | 869    | 36,2 | Aris Salonicco |
| 1983–84            | A1 Ethniki   | 23   | 948    | 41,2 | Aris Salonicco |
| 1984–85            | A1 Ethniki   | 24   | 891    | 37,1 | Aris Salonicco |
| 1985–86            | A1 Ethniki   | 24   | 944    | 39,3 | Aris Salonicco |
| 1986–87            | A1 Ethniki   | 21   | 808    | 38,5 | Aris Salonicco |
| 1987–88            | A1 Ethniki   | 21   | 756    | 36,0 | Aris Salonicco |
| 1988–89            | A1 Ethniki   | 21   | 780    | 37,1 | Aris Salonicco |
| 1989–90            | A1 Ethniki   | 27   | 1 041  | 38,6 | Aris Salonicco |
| 1990–91            | A1 Ethniki   | 28   | 971    | 34,7 | Aris Salonicco |
| 1991–92            | A1 Ethniki   | 27   | 607    | 22,5 | Aris Salonicco |
| 1992–93            | A1 Ethniki   | 36   | 785    | 21,8 | Panathīnaïkos  |
| 1993–94            | A1 Ethniki   | 37   | 793    | 21,4 | Panathīnaïkos  |
| 1994–95            | A1 Ethniki   | 1    | 8      | 8,0  | Panathīnaïkos  |
| Totali di carriera |              | 384  | 12 864 | 33,5 |                |

### Nazionale
| Torneo                                     | Pres | Punti | PPG  | Note                      |
| ------------------------------------------ | ---- | ----- | ---- | ------------------------- |
| Qualificazioni Olimpiadi 1980              | 4    | 78    | 19,5 |                           |
| Qualificazioni EuroBasket 1981             | 8    | 225   | 28,1 |                           |
| EuroBasket 1981                            | 8    | 161   | 20,1 |                           |
| Giochi dei Balcani 1982                    | 4    | 97    | 24,3 |                           |
| Qualificazioni EuroBasket 1983             | 9    | 283   | 31,4 |                           |
| EuroBasket 1983                            | 7    | 233   | 33,3 | Miglior realizzatore      |
| Qualificazioni Olimpiadi 1984              | 9    | 288   | 32,0 |                           |
| Qualificazioni EuroBasket 1985             | 5    | 178   | 35,6 |                           |
| Giochi dei Balcani 1984                    | 3    | 89    | 29,7 |                           |
| Qualificazioni al Campionato Mondiale 1986 | 6    | 206   | 34,3 |                           |
| Torneo Acropolis 1986                      | 3    | 108   | 36,0 | Miglior realizzatore      |
| Campionato Mondiale 1986                   | 10   | 335   | 33,5 | Miglior realizzatore      |
| Giochi dei Balcani 1986                    | 3    | 117   | 39,0 |                           |
| Torneo Acropolis 1987                      | 3    | 112   | 37,3 | Miglior realizzatore      |
| EuroBasket 1987                            | 8    | 296   | 37,0 | MVP, Miglior realizzatore |
| Qualificazioni Olimpiadi 1988              | 9    | 254   | 28,2 |                           |
| Qualificazioni EuroBasket 1989             | 4    | 146   | 36,5 |                           |
| Torneo Acropolis 1989                      | 3    | 113   | 37,7 | Miglior realizzatore      |
| EuroBasket 1989                            | 5    | 178   | 35,6 | Miglior realizzatore      |
| Torneo Acropolis 1990                      | 1    | 8     | 8,0  |                           |
| Qualificazioni EuroBasket 1991             | 3    | 134   | 44,7 |                           |
| Torneo Acropolis 1991                      | 3    | 63    | 21,0 |                           |
| EuroBasket 1991                            | 5    | 162   | 32,4 | Miglior realizzatore      |
| Altri tornei FIBA (1980–89)                | 28   | 853   | 30,5 |                           |
| Amichevoli (1981–91)                       | 18   | 450   | 25,0 |                           |
| Totale                                     | 169  | 5 167 | 30,6 |                           |

### Totali
| Competizione         | Presenze | Punti  | Punti per partita | Rif. |
| Campionato greco     | 384      | 12.864 | 33,5              |      |
| Coppa di Grecia      | 55       | 1 935  | 35,2              |      |
| Supercoppa di Grecia | 2        | 85     | 42,5              |      |
| FIBA Coppa Korać     | 23       | 864    | 37,6              |      |
| FIBA EuroLeague      | 125      | 4 047  | 32,4              |      |
| Grecia               | 169      | 5 167  | 30,6              |      |
| Totale               | 758      | 24 962 | 32,9              |      |

## Palmarès

### Club
- Campionato greco: 8

Aris Salonicco: 1982-83, 1984-85, 1985-86, 1986-87, 1987-88, 1988-89, 1989-90, 1990-91
- Coppa di Grecia: 7

Aris Salonicco: 1985, 1986-87, 1987-88, 1988-89, 1989-90, 1991-92
Panathinaikos: 1992-93
- Supercoppa di Grecia (pallacanestro): 1

Aris Salonicco: 1986

### Nazionale
- Europei:

 Oro: Grecia 1987
 Argento: Jugoslavia 1989

### Premi individuali

#### Club
- Miglior marcatore del campionato greco: 11 (dal 1980-1981 al 1990-1991)
- MVP del campionato greco: 5

Aris: 1987-1988, 1988-1989, 1989-1990, 1990-1991, 1991-1992
- A1 Ethniki MVP finali: 4

Aris: 1987-1988, 1988-1989, 1989-1990, 1990-1991

#### Nazionale
- MVP degli Europei: Grecia 1987
- Miglior marcatore dei Mondiali: Spagna 1986
- Miglior marcatore degli Europei: 4 (Francia 1983, Grecia 1987, Jugoslavia 1989, Italia 1991)
- Quintetto ideale degli Europei: 4 (Francia 1983, Grecia 1987, Jugoslavia 1989, Italia 1991)

## Riconoscimenti
- Eletto tra i FIBA's 50 Greatest Players nel 1991
- È stato uno dei tedofori durante il trasporto finale della fiaccola olimpica per le olimpiadi di Atene 2004. Partecipò anche alla cerimonia conclusiva di tale manifestazione.
- Eletto nella FIBA Hall of Fame nel 2007.
- Eletto tra i 50 Greatest EuroLeague Contributors nel 2008.
- La O.A.K.A. Olympic Indoor Hall è stata ribattezzata Nikos Galis Olympic Indoor Hall in suo onore nel 2016.
- Eletto nella Naismith Memorial Basketball Hall of Fame nel 2017.